# 닛산 페어레이디 Z
닛산 페어레이디 Z(Nissan Fairlady Z)는 닛산이 1969년부터 현재까지 생산/판매하고 있는 후륜구동 스포츠카이다. 페어레이디 Z는 일본 내수형의 차명이며, 해외에서는 배기량+Z를 조합한 차명으로 판매되고 있다.

### 1세대(S30, 1969~1978)

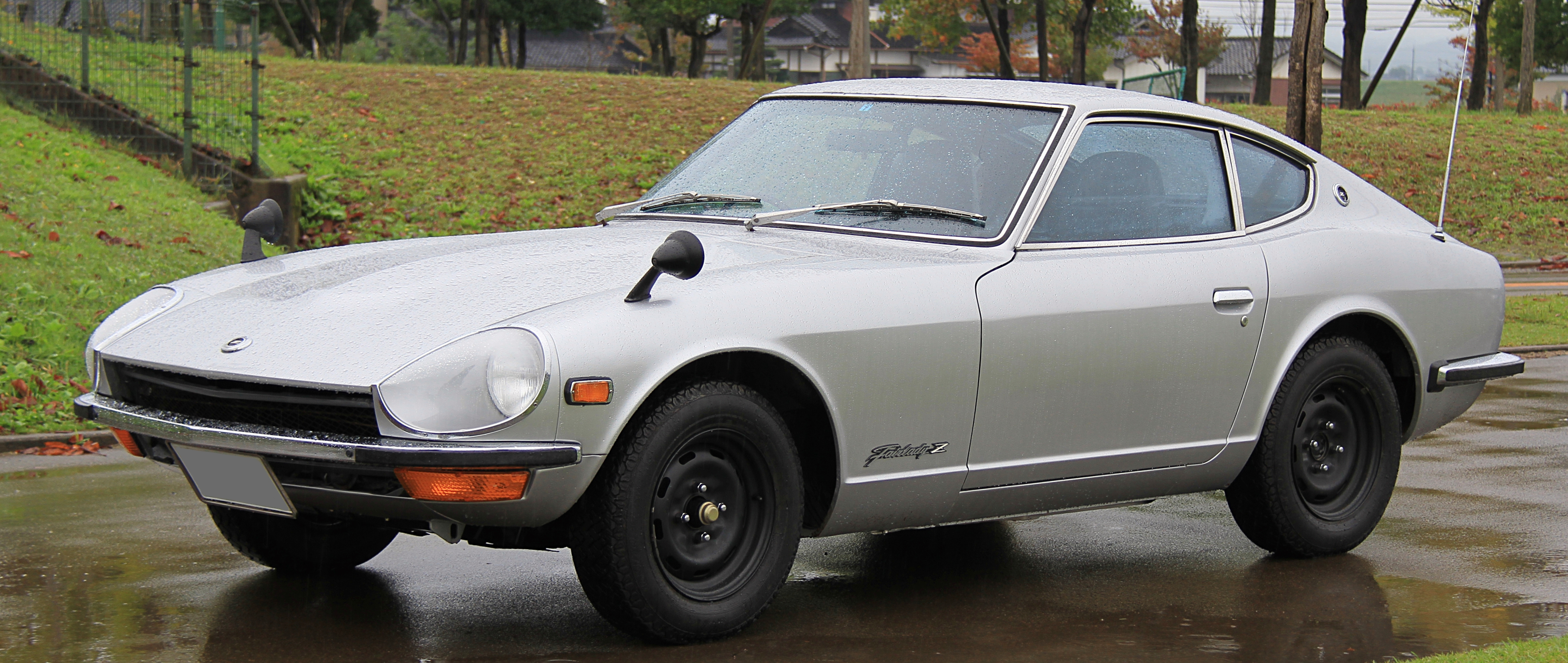
S30, 정측면

1969년에 개최된 도쿄 모터쇼에서 등장하였다. 유럽산 스포츠카에 버금가는 성능과 클래식한 디자인을 갖추면서 저렴했기 때문에 북미에서 젊은 층을 중심으로 큰 인기를 모아 닛산의 이미지 리더 카로 자리매김하였다. 일본 내수형은 S20 엔진만 탑재되었지만, 북미 수출형은 L24, L26, L28 엔진이 탑재되었다. 초기형은 2인승 모델만 존재하였으나, 후에 작은 뒷좌석이 추가된 2+2 모델도 출시되었다. 수출명은 닷선 240Z/260Z/280Z. 1978년, S130이 출시되면서 단종되었다. 특이 사항으로는 "악마의 Z"라는 꺼림칙스러운 별명을 가지고 있는데, 그 이유는 이 차를 탄 사람들 대부분 교통사고로 사망하거나 반신 불구가 되어 차에 마가 끼었다고 여겨졌기 때문이다. 만화 완간 미드나이트의 주인공 아사쿠라 아키오의 차량으로 등장하였다.

### 2세대 (S130, 1978~1983)

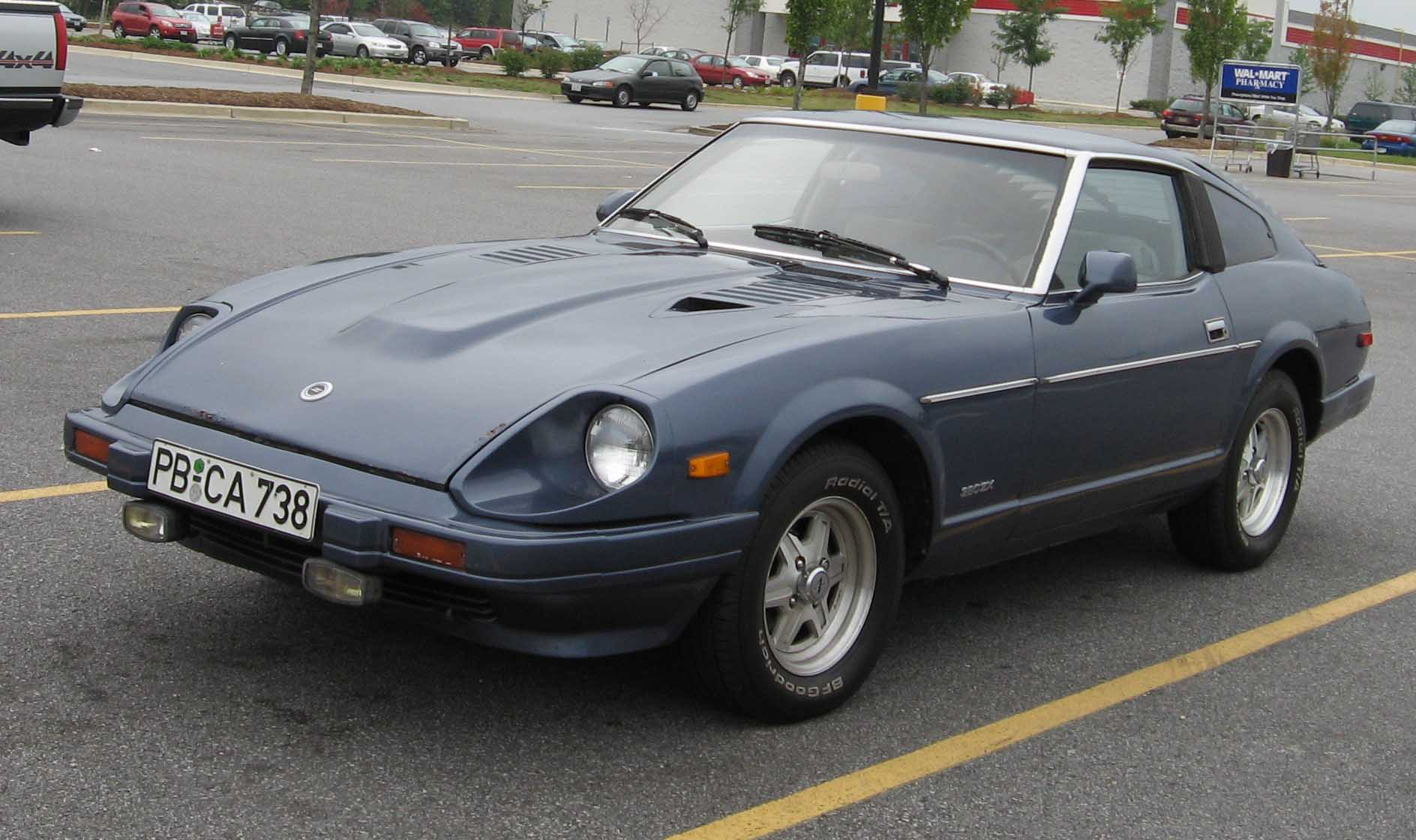
S130, 정측면

차체가 커져 고급화를 추구하였으나, S30의 디자인이 거의 그대로 유지되었다. S30의 롱 노즈 숏 데크 스타일에 날렵한 선이 가미되었고, 라디에이터 그릴이 없는 프론트 마스크는 차체의 통일성을 향상시켰다. 그리고 S130부터 터보차저 모델이 추가되었다. 하지만 S30 만큼의 인기를 구가하지는 못했다. 수출명은 닷선 280ZX. 만화 완간 미드나이트에서 히라모토 코이치가 예전에 탔던 차량으로 등장하였다.

### 3세대 (Z31, 1983~1989)

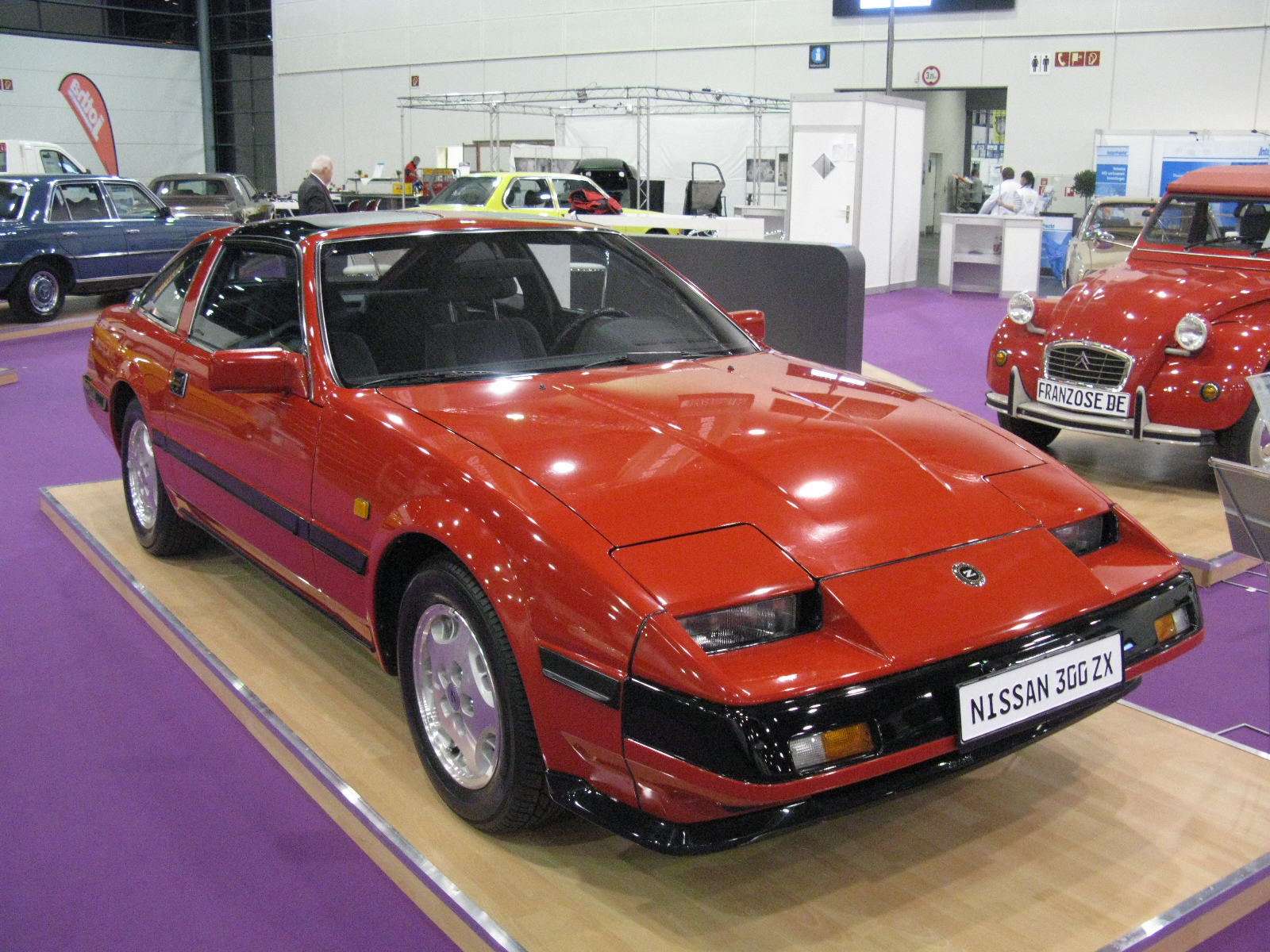
Z31, 정측면

Z31부터는 직렬 6기통 엔진 대신 V6 엔진이 탑재되기 시작되었다. 1984년부터 스카이라인에 장착된 RB 엔진도 장착되기 시작했다. 서스펜션의 강도를 3단계로 조절할 수 있고, 지붕을 탈착할 수 있는 T탑 구조를 가지고 있다. 특이한 디자인의 헤드라이트가 탑재되었다. 수출명은 300ZX. 만화 완간 미드나이트에서 주인공 아사쿠라 아키오가 S30으로 갈아타기 전에 탔던 차량과 하라다의 차량으로 등장하였다.

### 4세대 (Z32, 1989~2002)

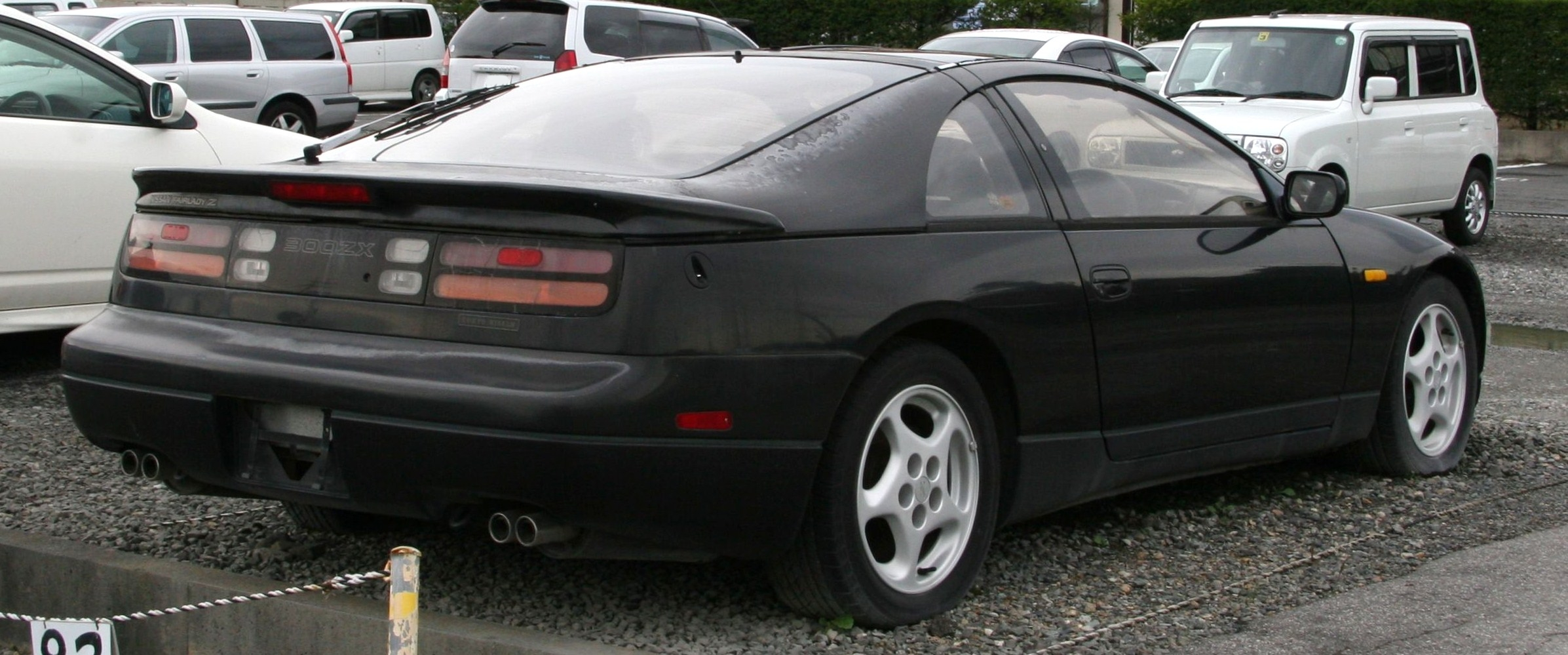
Z32(쿠페), 후측면

사냥감을 노리는 듯한 동물을 연상시키는 날렵한 디자인과 롱 노즈 숏 데크를 새롭게 고쳐 와이드 & 로우라는 새로운 스포츠카의 기준을 제시하였다. 엔진은 VG30DE, VG30DETT의 두 가지 엔진이 탑재되었다. VG30DETT 엔진이 장착된 사양에는 전자 제어식 4륜 조향 시스템인 슈퍼 하이카스가 적용되어 이상적인 컨트롤 성능을 발휘하였다. 1992년에는 컨버터블 모델이 출시되었으며, 1993년에는 리어 스포일러의 디자인이 변경됨과 동시에 탈 프레온 방식의 신형 냉매 에어컨이 장착되었다. 그리고 슈퍼 하이카스가 모든 트림에 기본으로 장착되기 시작되었다. 1994년에는 모든 트림에 운전석 에어백이 장착되기 시작되었고, 전용 리어 스포일러와 시트가 장착된 버전 S가 라인업에 추가되었다. 닛산의 경영 악화로 무려 10년 넘게 생산되었다. 일본의 자동차 마력 규제를 만든 장본인이기도 하다. Z32는 GT카 성향이 강했던 기존까지의 모델과는 다르게 스포츠카 성향이 강해졌다. 수출명은 전 세대와 같은 300ZX. 참고로 현 닛산의 CEO인 우치다 마코토의 첫 차이다.

### 5세대 (Z33, 2002~2008)

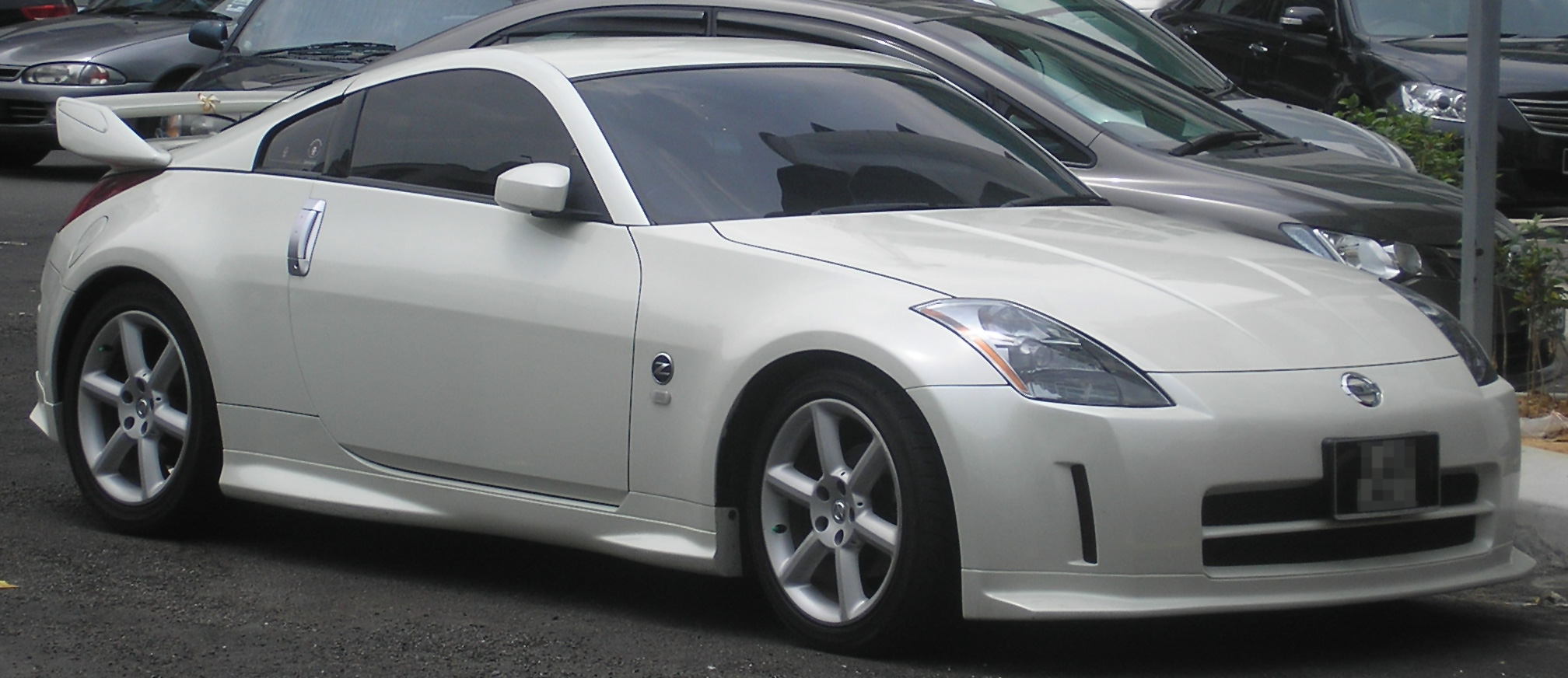
닛산 페어레이디 Z(쿠페 전기형) 정측면

2002년에 출시되었다. 출시 초기에는 VQ35DE 엔진이 탑재되었고, 6단 수동변속기 또는 5단 자동변속기가 맞물렸다. 2003년에는 소프트탑 형태의 컨버터블이 출시되었으며, 2004년에는 5단 자동변속기에 싱크로 레브 컨트롤 유닛이 장착되기 시작되었다. 이어 2005년에는 35주년 스페셜 에디션이 한정 판매되었다. 같은 해 전·후 램프 및 알로이 휠의 디자인이 변경되었으며, 최고 출력이 294마력까지 상승하였다.(6단 수동변속기 모델 기준) 2007년에 VQ35HR 엔진이 새롭게 장착되기 시작되었으며, 그와 함께 니스모 버전도 등장했다. 2008년, 쿠페 모델이 단종되었고, 2009년, 컨버터블 단종되었다. 만화 이니셜 D에서는 팀 스파이럴 제로의 리더인 이케다 류지의 차량으로, 영화 패스트 & 퓨리어스: 도쿄 드리프트에서 브라이언 티의 차량으로도 등장하여 자동차 팬들에게 강한 인상을 남겼다. 일부 차량은 대한민국으로 직수입되어 매니아 층을 형성하는 데 중요한 역할을 하기도 했다.

### 6세대 (Z34, 2008~2022)

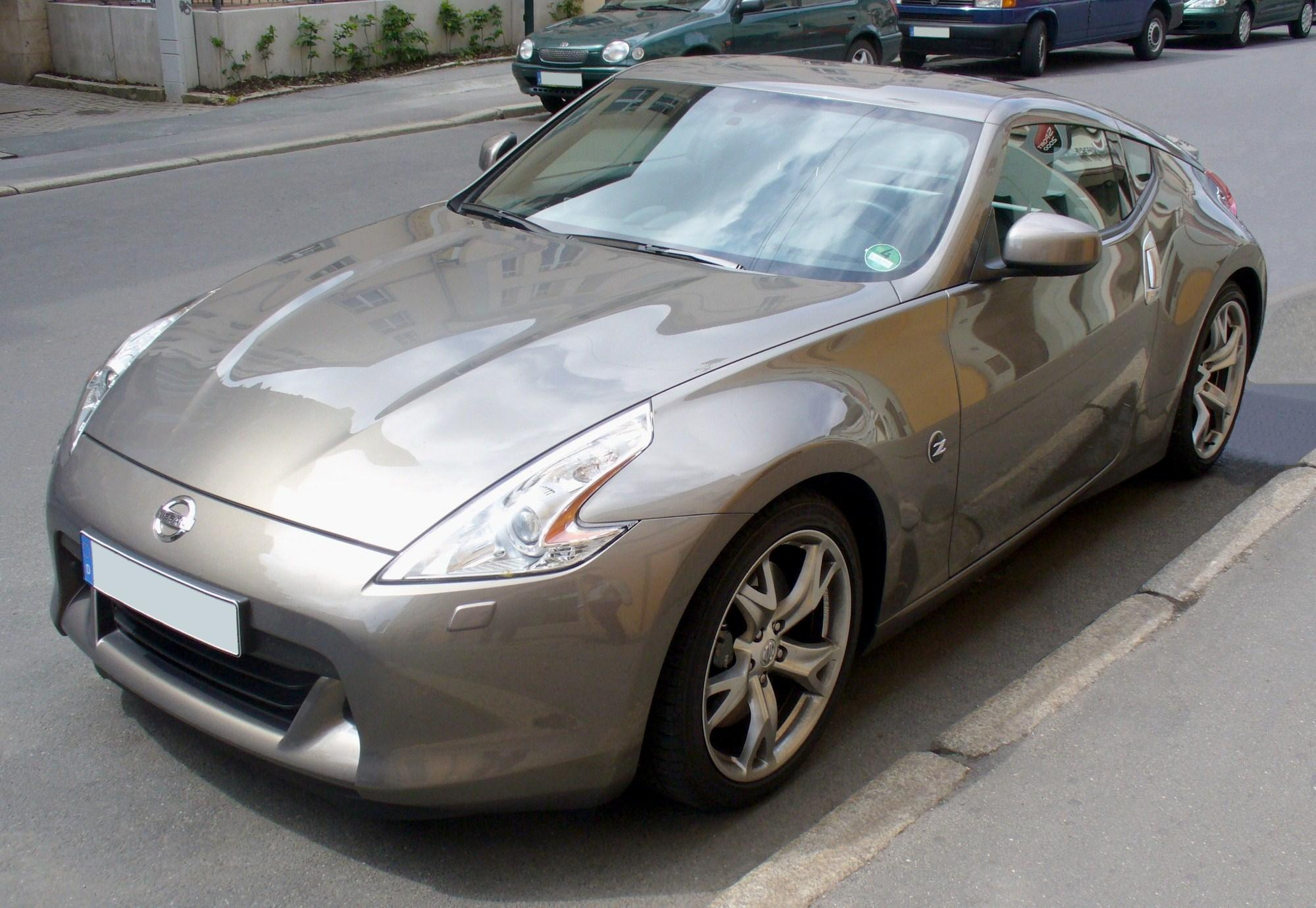
Z34(쿠페, 전기형), 정측면

2008년에 출시되었다. 5세대에 비해 배기량이 200cc 더 증가되었으며, 페어레이디 Z의 정체성을 보여주기 위해 휠베이스가 100mm 단축되었다. 공기 저항 계수는 0.30.(에어로 키트 장착 사양은 0.29) 닛산 스카이라인 쿠페/인피니티 G37에 탑재된 VQ37VHR 엔진이 탑재되었으며, 6단 수동변속기 또는 7단 자동변속기가 맞물렸다. 2009년에는 페어레이디 Z 탄생 40주년을 맞이하여 40주년 스페셜 에디션이 출시되었으며, 1년 동안 한정 판매되었다. 또한 같은 시기에 컨버터블 모델도 출시되었다. 2012년, 앞 범퍼의 디자인이 변경됨과 동시에 LED 램프가 적용되었다. 대한민국에서는 2009년부터 2019년까지 7단 자동변속기가 장착된 쿠페 모델이 정식 수입되어 판매되었다. 페어레이디 Z 시리즈 최초로 한국에 정식수입된 모델이다.

### 7세대 (RZ34, 2022~현재)
2020년에 프로토타입이 공개되었으며, 양산형은 2021년에 공개되었다. 판매는 2022년부터 개시되었다. 프론트 마스크 디자인은 S30에서, 테일 램프의 디자인은 Z32에서 영감을 받은 것이 특징이다. 플랫폼은 Z33때 부터 쓰이던 FM 플랫폼이 계속 사용될 예정이다. 엔진은 닛산 스카이라인/인피니티 Q50, Q60 레드스포츠 사양에 탑재되는 VR30DDTT 엔진이 탑재되었으며, 변속기는 6단 수동변속기와 메르세데스 벤츠의 9단 자동변속기가 장착되었다. 이전 모델에 비해 안전 및 편의기능이 많이 탑재되었다.

## 모형화
트랜스포머 알터니티에서 메가트론의 변신 차량으로 6세대 모델이 발매되었다. 적군인 옵티머스 프라임은 같은 닛산의 GT-R로 변신한다.
라스타에서 6세대 모델이 RC/프리휠 모형으로 발매되었다.